# Vladimir Savov
Vladimir Nikolov Savov (in bulgaro Владимир Николов Савов?; Lom, 12 giugno 1932) è un sollevatore bulgaro.
Prese parte alle Olimpiadi di Roma nel 1960 nella categoria dei mediomassimi, piazzandosi sesto. Conquistò la medaglia d'argento nei campionati europei di Milano del medesimo anno.
Fu otto volte campione bulgaro tra il 1952 e il 1961 nei pesi medi, massimi leggeri e mediomassimi e si piazzò tre volte al secondo posto nei campionati nazionali nel 1951, 1955 e 1962.